# Yellow Submarine Songtrack
Yellow Submarine Songtrack je kompilacijski album angleške rock skupine The Beatles, ki je skupaj z istoimenskim filmom iz leta 1968 izšel 13. septembra 1999 kot ponatis. Album vsebuje samo pesmi Beatlov, ki se pojavijo v tem filmu. Ob izidu je bil album uvrščen na 8. mesto britanske lestvice. V prvem tednu je bilo prodanih 19.000 izvodov albuma.

## Seznam skladb
Vse skladbe sta napisala John Lennon in Paul McCartney, razen kjer je posebej označeno.
| Št. | Naslov                                   | Dolžina |
| --- | ---------------------------------------- | ------- |
| 1.  | „Yellow Submarine‟                       | 2:38    |
| 2.  | „Hey Bulldog‟                            | 3:14    |
| 3.  | „Eleanor Rigby‟                          | 2:06    |
| 4.  | „Love You To‟ (George Harrison)          | 3:01    |
| 5.  | „All Together Now‟                       | 2:10    |
| 6.  | „Lucy in the Sky with Diamonds‟          | 3:28    |
| 7.  | „Think for Yourself‟ (George Harrison)   | 2:18    |
| 8.  | „Sgt. Pepper's Lonely Hearts Club Band‟  | 2:02    |
| 9.  | „With a Little Help from My Friends‟     | 2:44    |
| 10. | „Baby, You're a Rich Man‟                | 3:03    |
| 11. | „Only a Northern Song‟ (George Harrison) | 3:27    |
| 12. | „All You Need Is Love‟                   | 3:57    |
| 13. | „When I'm Sixty-Four‟                    | 2:37    |
| 14. | „Nowhere Man‟                            | 2:44    |
| 15. | „It's All Too Much‟ (George Harrison)    | 6:28    |